# Чернокрак пор
Чернокракият пор (Mustela nigripes), също северноамерикански чернокрак пор, е малък северноамерикански хищник. Към 1937 г. той е напълно изтребен на територията на Канада, а от 1967 г. влиза в Червената книга на Северна Америка като изчезващ вид.

## Описание и начин на живот
Чернокракият пор е приблизително 45 cm дълъг, има 15 cm опашка и тежи около 1 kg.
Този бозайник се храни основно с още по-малките млекопитаещи, известни като „прерийни кучета“, които нанасят големи щети върху реколтата и поради това правителството и фермерите на САЩ от десетилетия се борят за изтребването им. Успехите им обаче индиректно почти унищожават чернокраките порове.
През 1981 г. една популация е открита в Уайоминг. Тя бързо залинява и през 1986 г. от нея остават само 18 индивида. Всички те са заловени и се размножават в плен, за да се създаде по-многобройна популация, преди животните да бъдат повторно пуснати на свобода през 1991 г. Въпреки всичко, през 1995 г. популацията отново много намалява.